# 韋恩縣 (北卡羅萊納州)
韋恩縣（英語：Wayne County）是美国北卡罗来纳州中東部的一個縣，面積1,442平方公里。該縣成立於1779年，縣名紀念美國獨立戰爭英雄安東尼·韋恩。根據2020年美國人口普查統計，該縣共有人口11萬7,333人。首府戈爾茲伯勒。